# دوالز بلاف (آرکانزاس)
دوالز بلاف (به انگلیسی: DeValls Bluff) یک شهر در ایالات متحده آمریکا است که در شهرستان پریری، آرکانزاس واقع شده‌است. دوالز بلاف ۲٫۸۶ کیلومتر مربع مساحت و ۶۱۹ نفر جمعیت دارد و ۵۸ متر بالاتر از سطح دریا واقع شده‌است.